# Vincenzo Mazza
Pour les articles homonymes, voir Mazza.
Vincenzo Mazza, actif de 1748 à 1790 à Bologne, est un peintre d'architecture, de perspective et d'ornements, graveur et scénographe italien.

## Biographie
Peu d'informations sont connues concernant sa jeunesse et son éducation, mais il aurait probablement étudié en scénographie. Il se spécialise plus tard dans la création de scènes théâtrales à fins scénographiques et pour servir de modèles à des étudiants en arts. Vers 1771, il réalise une série de treize gravures de scènes théâtrales, qu'il publie en 1776.
En 1788, il est devient architecte et peintre théâtral au théâtre communal de Bologne et est élu professeur la même année à l'Académie du dessin de Florence,.

## Œuvres
Il réalise des scènes pour de nombreuses pièces de théâtre dans les théâtres publics de Bologne, avec Antonio Galli da Bibiena, Vincenzo Martinelli, Paolo Dardani, Gaetano Alemani, Mauro Braccioli, Vincenzo Conti et Raimondo Compagnini,. Mazza est aussi peintre du Théâtre la nuova Fenice (it) à Osimo.
Scipione Daretti réalise plusieurs gravures à l'eau-forte d'après des scènes théâtrales et un Sépulcre du Christ de Mazza, qu'il a réalisé en 1782. Certaines d'entre elles sont exposées aux Musées d'Art de Harvard et au Rijksmuseum Amsterdam,.